# 681

## أحداث
- 9 أغسطس - البلغار يفوزون بالحرب ضد الإمبراطورية البيزنطية والتي وقعت معهم معاهدة تعتبر مولد بلغاريا
- بداية فتح المغرب من قبل العرب المسلمين

## مواليد
- عمر بن عبد العزيز

## وفيات
- 10 يناير - البابا أغاثو